# 1992年夏季残疾人奥林匹克运动会摩洛哥代表团
1992年夏季残疾人奥林匹克运动会摩洛哥代表团是摩洛哥派出的1992年夏季残疾人奥林匹克运动会代表团。未获得奖牌。